# Bahnpostamt (Leipzig)

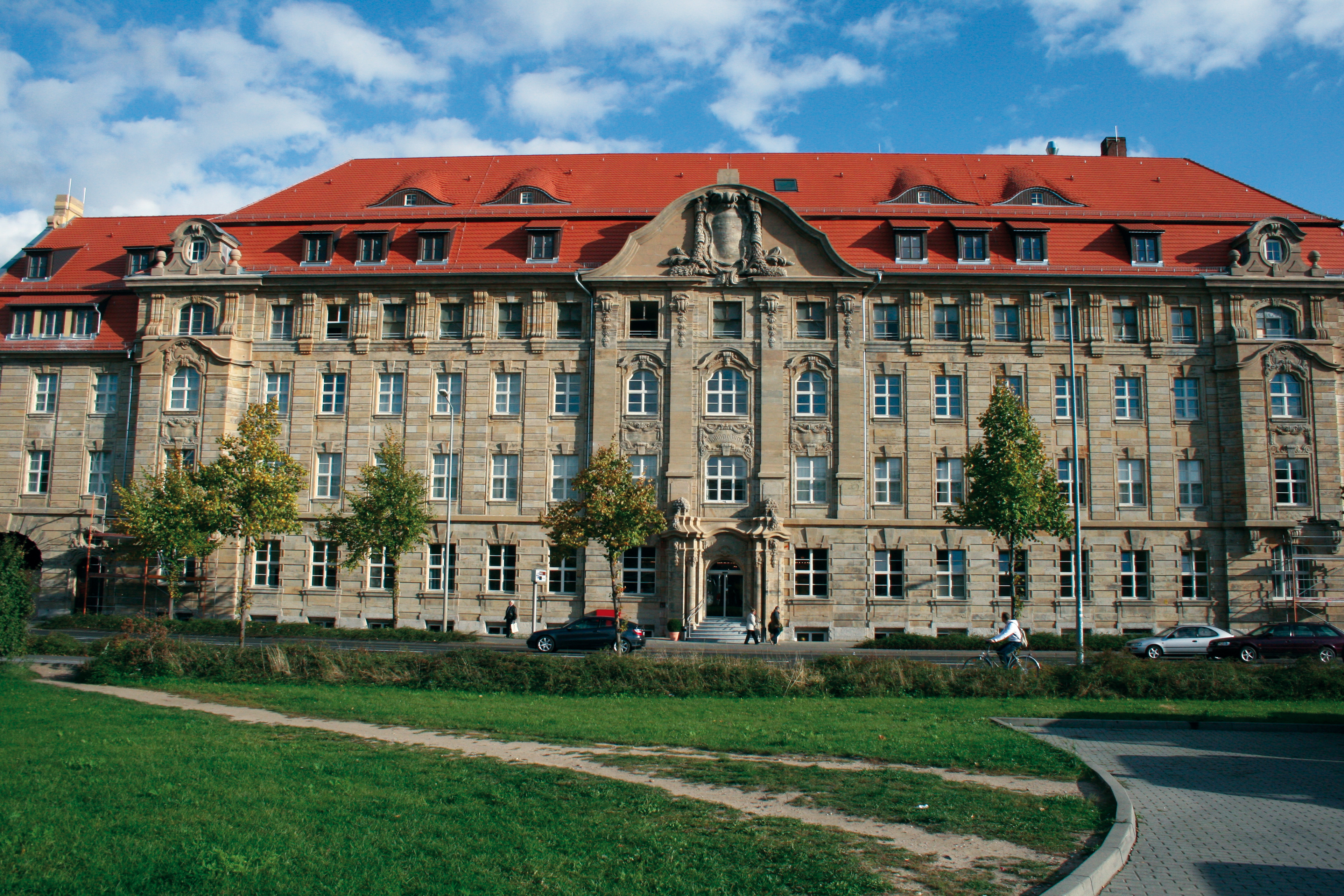
Bahnpostamt nach der Sanierung (2008)

Das ehemalige Bahnpostamt in Leipzig liegt östlich vom Leipziger Hauptbahnhof an der Brandenburger Straße. Das unter Denkmalschutz stehende Gebäude im Stil des Neobarock wird im alltäglichen Sprachgebrauch auch Reichspostgebäude genannt.

## Geschichte

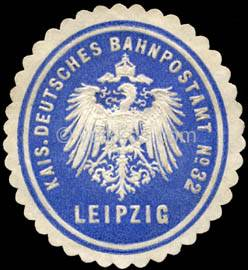
Siegelmarke „Kais[erlich] Deutsches Bahnpostamt No. 32 Leipzig“

Dort, wo sich heute die Osthalle des Leipziger Hauptbahnhofs erhebt, stand von 1839 bis 1913 der größte der alten Leipziger Kopfbahnhöfe, der Dresdner Bahnhof. Er war unter anderem Umschlagplatz für den Postverkehr zwischen Leipzig und Dresden. Östlich davon entstand 1903 auf Beschluss der Oberpostdirektion Leipzig das neue Postdienstgebäude, über das der größte Teil des Biefpostverkehrs abgewickelt wurde. Es beherbergte neben dem in einer Inschrift über der südlichen Eingangstür angegebenen Bahnpostamt 32, das bereits 1912 zum neuen Postbahnhof Leipzig an die Rohrteichstraße verlegt wurde, das Postamt 2 und das Bahnpostamt 21. Mit dem Neubau des Hauptbahnhofs wurde ein Tunnel unter der Brandenburger Straße als direkte Verbindung vom Bahnhof ins Gebäude geplant und mit dem 2. Bauabschnitt bis 1915 ausgeführt.
Zur Zeit der DDR diente das Bahnpostamt weiter als Umschlagplatz für sämtliche Pakete und Briefe, die hier u. a. auf staatsgefährdende Inhalte untersucht und ggf. im Auftrag des Ministeriums für Staatssicherheit (MfS) zur Abteilung M der Bezirksverwaltung für Staatssicherheit Leipzig (BVfS) in der „Runden Ecke“ weitergeleitet wurden.
Nach der Wende wurde die Deutsche Post der DDR in die Deutsche Bundespost eingegliedert. Weitere fünf Jahre später wurde im Zuge der Umwandlung der Deutschen Bundespost in die Deutsche Post AG der Posttransport mit der Eisenbahn eingestellt und auf die Straße oder in die Luft verlegt, so dass das Bahnpostamt mehr als zehn Jahre lang leer stand. Der Tunnel unter der Brandenburger Straße wurde stillgelegt und verfüllt.

## Heutige Nutzung
Der Wiener Unternehmer Rainer Maas ließ das Gebäude denkmalgerecht sanieren und zugleich modernisieren. Seit November 2008 beherbergt es rund 500 Betten der Hotel- und Hostelkette A&O HOTELS and HOSTELS.